# Sloboda, Colomeea
Sloboda (în ucraineană Слобода) este o comună în raionul Colomeea, regiunea Ivano-Frankivsk, Ucraina, formată numai din satul de reședință.

## Demografie
Componența lingvistică a comunei Sloboda
     Ucraineană (99,9%)
Conform recensământului din 2001, majoritatea populației comunei Sloboda era vorbitoare de ucraineană (99,9%), existând în minoritate și vorbitori de alte limbi.